# Royal Filharmonikus Zenekar

A Royal Filharmonikus Zenekar (Royal Philharmonic Orchestra) (RPO) az Egyesült Királyság zenei életének  élvonalbeli szimfonikus zenekara. A londoni székhelyű együttest a legendás Sir Thomas Beecham alapította 1946-ban és a világ élvonalbeli zenekarai közé emelte. A szimfonikus zenekar állandó koncertjeinek helyszíne Londonban a  Royal Festival Hall, a Royal Albert Hall, otthona 2004 óta koncertteremként és próbateremként is a Cadogan Hall. A zenekar védnöke Károly walesi herceg.

## Története

### Alapítása

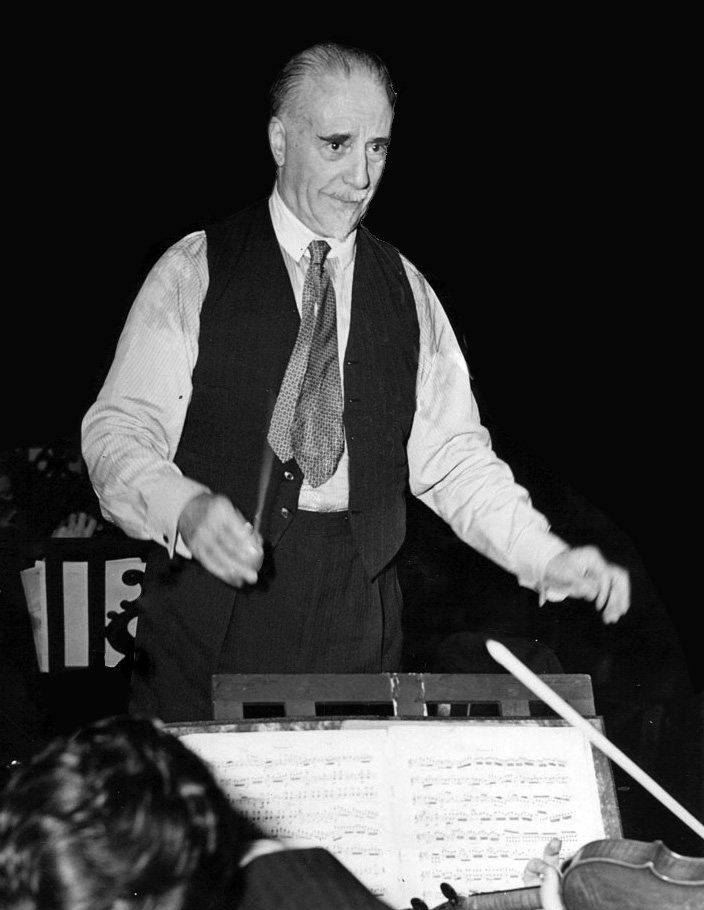
Sir Thomas Beecham a zenekar alapítója

Sir Thomas Beecham az általa 1932-ben alapított és vezetett szintén kiváló Londoni Filharmonikus Zenekarral (LPO) való együttműködés nehézségei után 1946-ban megalapította újabb zenekarát, a Royal Filharmonikus Zenekart. Pár Londonon kívüli fellépés után 1946. október 26-án Londonban adták bemutatkozó koncertjüket. A koncert hatalmas sikere eredményeként a zenekar jelentős szerződéseket kapott, Beecham és a Royal Philharmonic Society között létrejött megállapodás értelmében az együttes átvette az LPO addigi koncert feladatait, és VI. György beleegyezésével felvehette a Royal Filharmonikus Zenekar nevet.

### Beecham zenekara
1950-ben Beecham a ’30-as évek óta meglevő terve valóra vált - ami korábban a Londoni Filharmonikus Zenekarral nem sikerült, nevezetesen az RPO az Egyesült Államokban nagyszabású turnén vett részt, az első angol zenekarként a Londoni Szimfonikus Zenekar 1912-es amerikai turnéja óta. A koncertsorozat során 52 koncertet adtak 64 nap alatt, nagysikerű koncerttel mutatkoztak be New Yorkban a Carnegie Hallban 1950. október 27-én Beecham vezényletével.
Pár évvel az alapítást követően, 1951-ben Frank Howes a The Times zenekritikusa a londoni zenekarokat összehasonlítva a világ élvonalbeli zenekarai közé sorolta Beecham új együttesét.
Londonban tovább bővült feladatkörük, a „The Proms” koncertjein 1952. augusztusban léptek fel először, az első koncertek karmestere Basil Cameron volt, Sir Thomas Beecham később, 1952-ben vezényelt először a promenádkoncerteken.
1957-ben Beecham vezényletével európai turnéra vállalkoztak, a koncertkörút során első fellépésük a párizsi Pleyel teremben volt, a záró koncertet a bécsi Musikverein-ben adták.
Vaughan Williams 9. szimfóniájának világpremierjén 1958 áprilisában a zenekar a Royal Festival Hallban Beecham pálcája alatt játszik. 1960. május 7-én vezényelte Sir Thomas Beecham utoljára zenekarát az angliai Portsmouthban, röviddel 82 éves korában bekövetkezett halála előtt.

### ’60-as évek, közelmúlt
1961-ben Beecham halála után Rudolf Kempe lett az együttes zenei igazgatója és vezető karmestere.
Az ezt követő időszaktól az együttes a fennmaradásáért küzdött. Kempe lemondott tisztségéről, bár röviddel ezután visszatért a zenekarhoz, Sir Malcolm Sargent jelentősen próbálta támogatni az együttest. 1963-ban az RPO 50 tagja a zenekart megmentendő végül önfenntartó szervezetté alakult. Ezután még további nehézségekkel küzdöttek, a Royal Philharmonic Society koncert szerződéseiket visszavonta, így szerződéseiket átrendezve a koncertjeiket a Swiss Cottage-ban lévő moziban adták. Az 1963-ra tervezett újabb amerikai turnéjukat a szigetországi nehézségek miatt kénytelenek voltak lemondani, még az is megkérdőjeleződött, hogy a 140 fős világszintű együttes a Royal Filharmonikus Zenekar nevet használhatja-e, míg végül II. Erzsébet királynő felhatalmazta a zenekart nevének viselésére.
1970-ben Rudolf Kempe megkapta a zenekar örökös karmestere címet. Az RPO 25 éves fennállását 1971. október 15-én ünnepelte, az ünnepi koncertre visszatért az angliai Croydon-ba, amelynek színházában legelső koncertjét adta, a koncert szólistája Clifford Curzon volt Sir Adrian Boult vezénylete alatt.
Kempe 1975-ben, egy évvel halála előtt lemondott vezető karmesteri posztjáról, Doráti Antal követte őt az RPO élén.

### 21. század

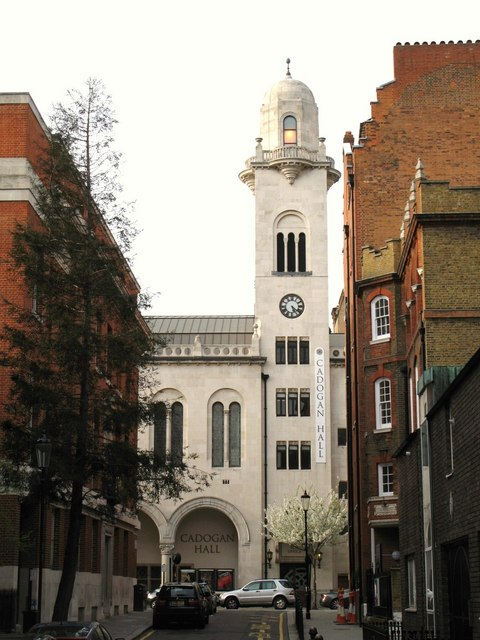
Cadogan Hall

2004-ben jutottak  első saját, állandó otthonukhoz, mely egy korábban templomként használt, 900 fős koncert és próbateremmé átalakított épület, a Chelsea-ben lévő Cadogan Hall.
A zenekar éves koncertsorozatát a londoni Festival Hallban adja, nagy létszámú, kórus és zenekari koncerteken inkább a Royal Albert Hallban lépnek fel.
Változatlanul rendszeren koncerteznek az Egyesült Királyságban, jelentős turnékon vettek részt Azerbadzsánban, Kanadában, Kínában, Németországban, Olaszországban, Japánban, Oroszországban, Spanyolországban és az USA-ban, valamint változatlanul a népszerű londoni zenei fesztivál, a Proms állandó szereplője.
Tevékenységükhöz szorosan kapcsolódó neves karmesterek közül csak néhány: Sir Charles Groves, Vernon Handley, Sir Charles Mackerras, Yehudi Menuhin, Gennagyij Rozsgyesztvenszkij, Leopold Stokowski, Grzegorz Nowak, Pinchas Zukerman, mint vezető vendégkarmester 2008-tól, és Alexander Shelley.

## Lemezei
Az RPO megalakulásától Beecham haláláig a His Master's Voice, CBS és az RCA lemeztársaságokkal készített felvételeket, az EMI-nél készült lemezei egy részét a 20. század végén újból kiadták a "Great Recordings of the Century" sorozatban. A lemezeken Delius, Grieg művei; francia balett zene;  Bizet, Chabrier, Fauré és Saint-Saëns kompozíciói; Csajkovszkij 4. szimfóniája, a Diótörő szvit; Mozart Jupiter szimfónia, Klarinét verseny és Fagott verseny, valamint Schubert 3. 5. és 6. szimfóniája hallható.
Beecham után a zenekar kiadója főleg a Decca volt, néha pszeudo néven jelentettek meg lemezeket, mint "Beecham Symphony Orchestra", "Metropolitan Symphony Orchestra".  A ’60-as évek lemezfelvételein a zenekar vendégkarmesterei Sir John Barbirolli, Reiner Frigyes, Charles Munch, Georges Prêtre, Kempe, Previn és Stokowski, neves szólistái Earl Wild, Shura Cherkassky, Alan Civil és Luciano Pavarotti voltak.
Igor Stravinsky 1964-ben rögzítette lemezre saját operáját A léhaság útja-t (The Rake's Progress), Colin Davis néhány korai lemezfelvételét, Mozart és Rossini nyitányokat, Beethoven 7. szimfóniáját és Stravinsky Oedipus királyt. 1964 és 1979 között az RPO a Decca-val kötött szerződés során Gilbert és Sullivan operáit rögzítette a D’Oyly Carte Opera társulattal. Az együttes a Deutsche Grammophon, Lyrita, Philips, Pye és a Unicorn-Kanchana lemeztársaságok égisze alatt is közreadott lemezeket.
1986-ban megalakították saját lemeztársaságukat az RPO Records-t, az első, egy szimfonikus zenekar saját tulajdonában levő lemeztársaságot. Az RPO Records a szimfonikus repertoár darabjaitól - Csajkovszkij balettek - filmzenén át a könnyűzenéig - szimfonikus rock - sokféle műfajban kiad lemezeket.

## Nem klasszikus tevékenységük

### Hooked on Classics sorozat
- Hooked on Classics (1981)
- Hooked on Classics 2 - Can't Stop the Classics (1982)
- Hooked on Classics 3 - Journey Through the Classics (1983)
- The Best of Hooked on Classics (1983, válogatás)
- The Classics in Rhythm (1989)
- Hooked on Classics 2000 (2001)
- More Hooked on Classics (K-Tel válogatás)

A zenekar az 1980-as években a komolyzenét nem kedvelők táborában is közismertté vált a Hooked on Classics sorozattal. Az öt albumon és két válogatáson egy addig ismeretlen műfajjal próbálkoztak, a legismertebb és népszerűbb komolyzenei dallamokból készítettek albumonként több non-stop egyveleget, szokatlan módon diszkóritmusban, Louis Clark vezényletével. Ezekben a hiteles nagyzenekari hangzás mellé basszusgitár és dobgép kíséretet adtak. Az első három album igen nagy sikert aratott annak ellenére, hogy a komolyzene hívei giccsesnek ítélték. A sorozatnak készült még egy negyedik része is, a Hooked on Classics 4 - Baroque de mivel ezt az egy albumot más zenekar adja elő, ebben a listában nem szerepel.

## Vezető karmesterek
- Sir Thomas Beecham (1946-1960)
- Rudolf Kempe  (1961-1975)
- Doráti Antal (1975-1978)
- Walter Weller (1980–1985)
- André Previn (1985–1992)
- Vladimir Ashkenazy (1987–1994)
- Yuri Temirkanov (1992–1998)
- Daniele Gatti (1996–2009)
- Charles Dutoit (2009–2018)
- Vaszilij Petrenko (2021-)

## Külső hivatkozások
- Royal Filharmonikus Zenekar hivatalos honlapja

## Fordítás
Ez a szócikk részben vagy egészben  a   Royal Philharmonic Orchestra című angol Wikipédia-szócikk ezen változatának fordításán alapul.  Az eredeti cikk szerkesztőit annak laptörténete sorolja fel. Ez a jelzés csupán a megfogalmazás eredetét és a szerzői jogokat jelzi, nem szolgál a cikkben szereplő információk forrásmegjelöléseként.